# IPhone 14 Pro
Das iPhone 14 Pro ist ein Smartphone aus der iPhone-Reihe des US-amerikanischen Unternehmens Apple. Als Nachfolger des iPhone 13 Pro wurde es gemeinsam mit dem iPhone 14 am 7. September 2022 vorgestellt. Das Smartphone ist auch mit größerem Bildschirm als iPhone 14 Pro Max erhältlich. Als Prozessor kommt der A16-Bionic-Chip mit sechs Kernen zum Einsatz.

## Design
Das Design des iPhone 14 Pro und 14 Pro Max ist generell sehr ähnlich zum Vorgänger iPhone 13 Pro und 13 Pro Max. Wie bei diesem besteht die Rückseite wieder aus mattem Glas, Apple verwendet hier Ceramic Shield. Das Kameraelement mit den drei Objektiven, dem neuen Blitz sowie dem LiDAR-Sensor befindet sich oben links auf der Rückseite. Es ist im Vergleich zum Vorgänger ein wenig größer geworden. Auch der Rahmen wird erneut, wie bei den Pro-Modellen üblich, aus Edelstahl gefertigt. Auf der Vorderseite befindet sich das Display. Die auffälligste Veränderung am Design im Vergleich zum Vorgänger ist hier das Element, in dem sich die Frontkamera und Face-ID-Sensoren befinden. Es wird von Apple als „Dynamic Island“ bezeichnet und ist laut Hersteller 30 % kleiner als die Bildschirmkerbe („Notch“) des Vorgängers.  Die Geräte haben bezüglich der Reparierbarkeit nicht den Stand des iPhone 14, sind jedoch insoweit reparaturfreundlich, als sie vor Ort bei den Händlern repariert werden können.

### Farben
Es ist in vier Farben erhältlich. Wie beim Vorgänger sind weiterhin Silber und Gold erhältlich, jedoch unterscheiden sich die Farbtöne leicht. Das Silber ist heller und das Gold ist gelblicher. Graphit wurde durch ein dunkleres Space Schwarz ersetzt. Neu ist Dunkellila, welches Sierrablau als vierte Farbvariante zu Marktstart ersetzt. Anzumerken ist, dass der Rahmen bei der silbernen Variante für Kratzer anfälliger ist als bei den anderen Farben, weil hier keine weitere Farbschicht aufgetragen ist.

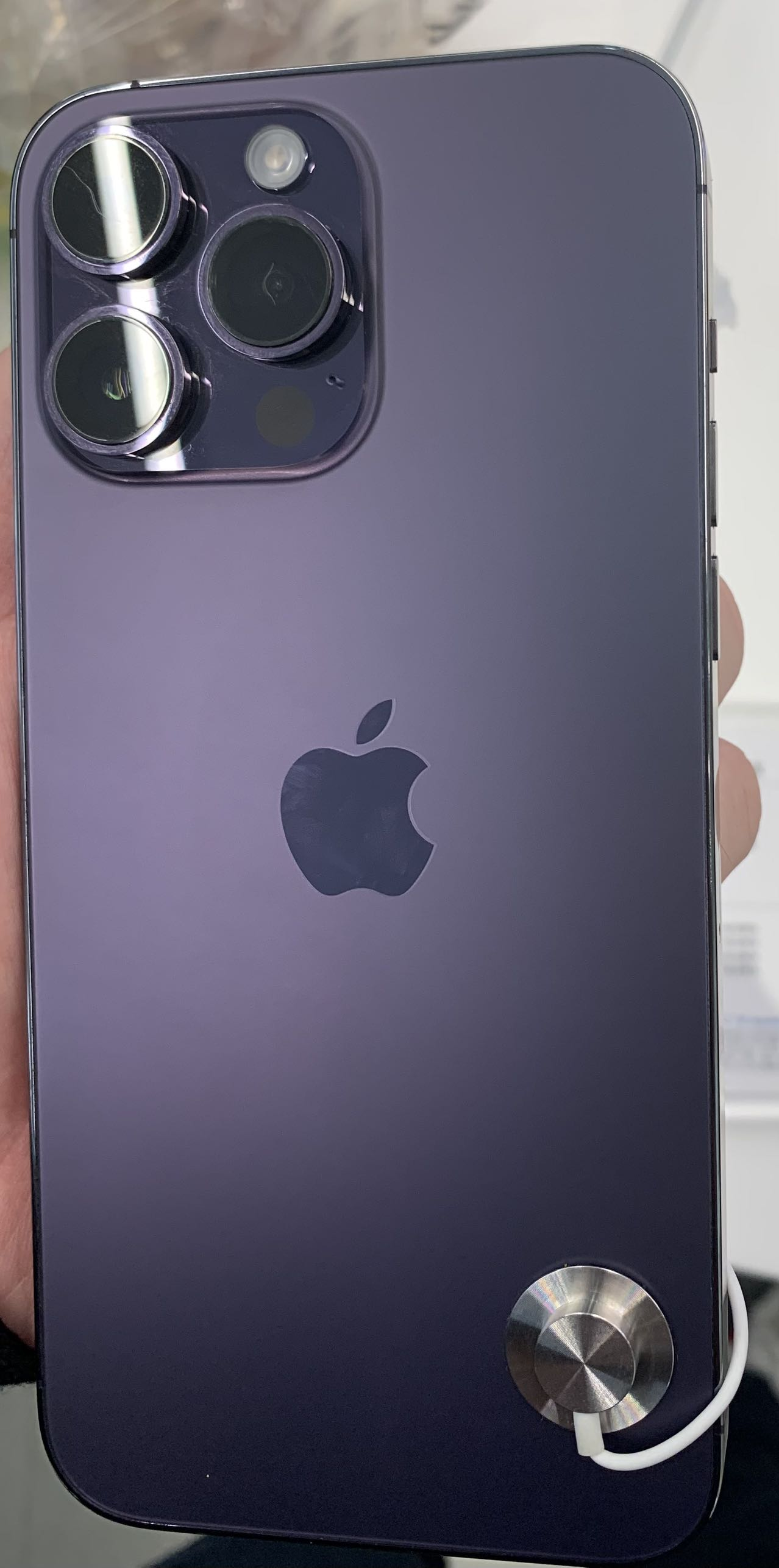
iPhone 14 Pro Max in der Farbe Dunkellila
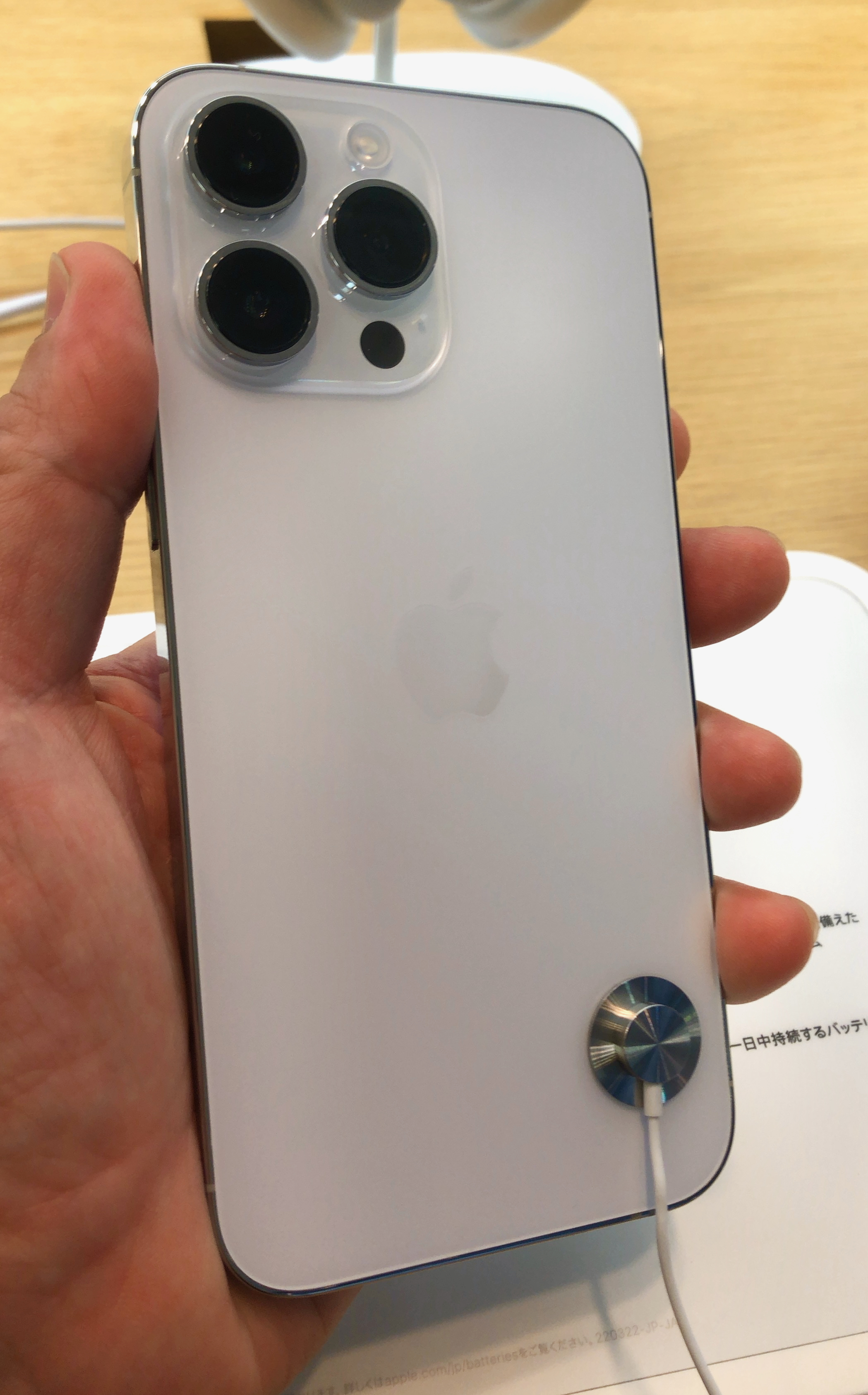
iPhone 14 Pro Max in der Farbe Silber
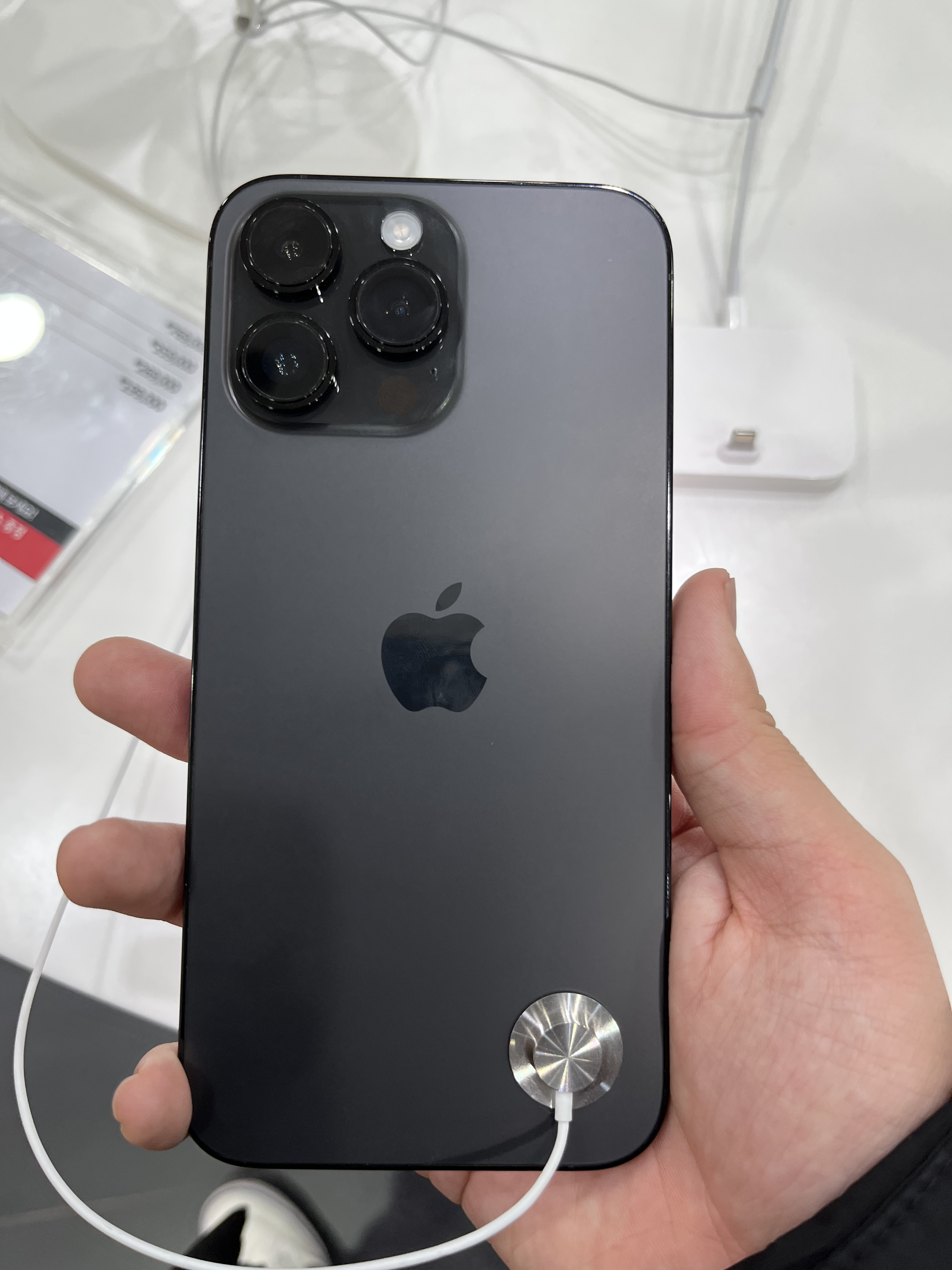
iPhone 14 Pro Max in der Farbe Space Schwarz

### Abmessungen
Das iPhone 14 Pro ist im Vergleich zum Vorgänger 0,8 mm höher, 0,2 mm dicker und 3 g schwerer.
Beim iPhone 14 Pro Max wurde im Vergleich zum Vorgänger die Höhe um 0,1 mm und die Breite um 0,5 mm reduziert. Es ist wie das iPhone 14 Pro 0,2 mm dicker, außerdem ist es 2 g schwerer.

## Technische Daten

### Kamera
Das Kamera-Setup des iPhone 14 Pro und 14 Pro Max besteht aus drei Objektiven, einer Haupt-, Ultraweit und Telekamera. Eine Neuerung ist die Hauptkamera, bei der Apple erstmals einen 48 Megapixel großen Sensor verbaut, außerdem verfügt das Objektiv über eine f/1.78-Blende, eine Brennweite von 24 mm (35 mm-Äquivalent), optische Bildstabilisierung (OIS) sowie über einen Autofokus. Auch die Ultraweitkamera wurde verbessert; sie weist einen 12-Megapixel-Sensor auf, sowie eine f/2.2-Blende, eine Brennweite von 13 mm (35 mm-Äquivalent) und einen Aufnahmewinkel von 120°. Bei der Telekamera kommt ein 12-Megapixel-Sensor zum Einsatz, mit einer f/1.28-Blende, einer 77 mm-Brennweite (35 mm-Äquivalent), OIS, 3-fach verlustfreier Zoom und erstmals 15-facher Digitalzoom. Die vollen 48 Megapixel werden allerdings nur in ProRaw-Modus abgerufen, auch werden bei der 256 GB-Variante Videos im ProRes-Format ermöglicht. Eine Besonderheit ist die Photonic Engine, die Fotos in schlechten Lichtverhältnissen verbessern soll; außerdem wurde der True-Tone-Blitz aktualisiert. Durch die Cinematic-Videostabilisierung sollen noch stabilere Videos ermöglicht werden.  Die Frontkamera hat einen 12-Megapixel-Sensor und eine f/1.9-Blende.

### Display

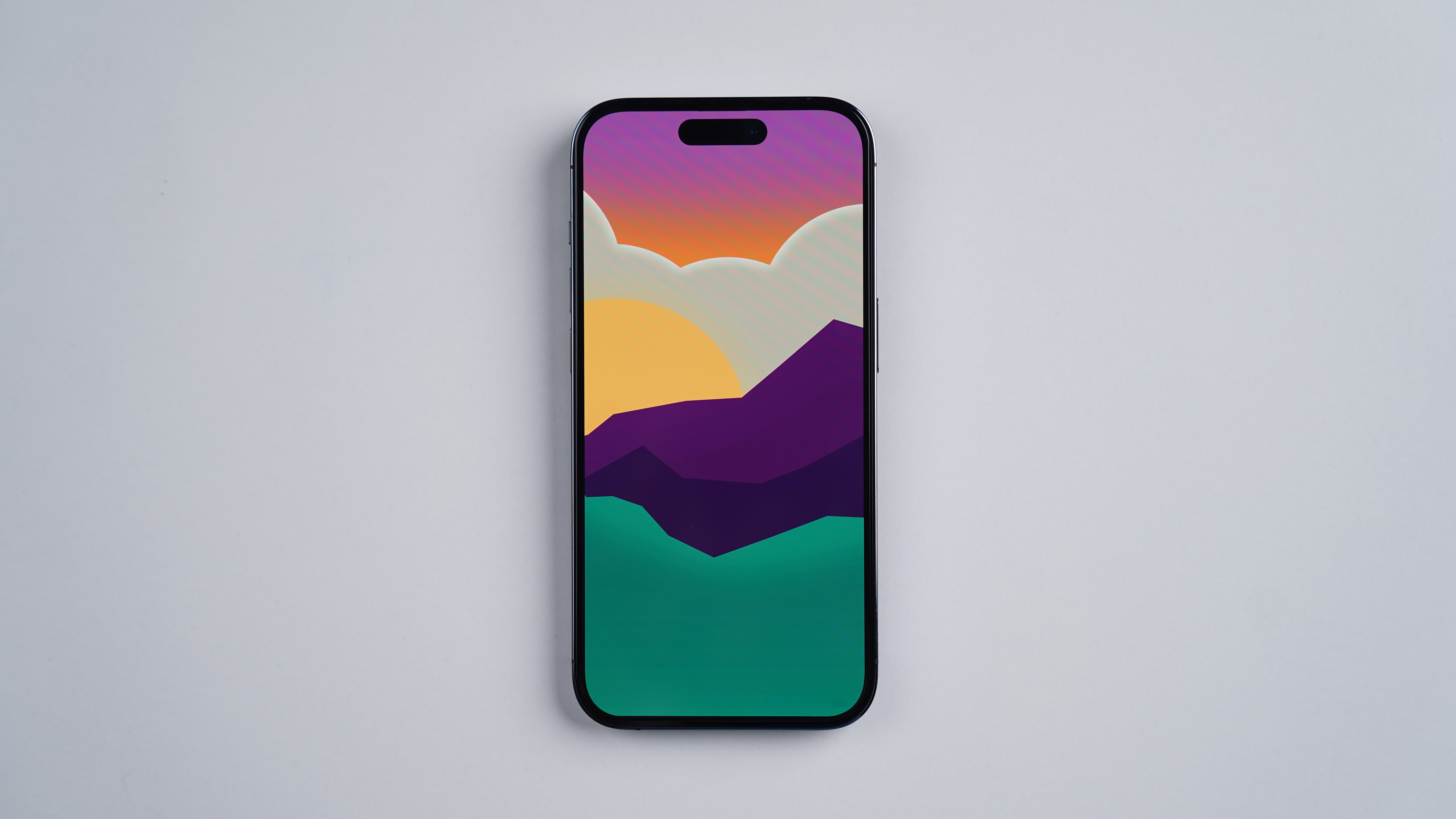
Display des iPhone 14 Pro

Die Displays des iPhone 14 Pro und 14 Pro Max sind wieder Super-Retina-XDR-Displays, also OLED-Displays mit großem Dynamikbereich, mit einer adaptiven Bildwiederholrate von 120 Hz bis auf 1 Hz. Auch wird jetzt eine höhere Spitzenhelligkeit von 1600 nits bei Betrachtung von HDR-Inhalten (vorher 1200 nits) und 2000 nits im Freien erreicht (vorher 1000 nits).
Die erstmals echte adaptive Bildwiederholrate, die jetzt bis auf 1 Hertz, und nicht wie bisher auf 10 Hertz, gesenkt werden kann, nannte Apple neben Verbesserungen des A16 Bionic Chips als Grund zur Einführung eines Always-On-Displays. Das bedeutet, dass der Bildschirm sich im Ruhemodus nicht komplett ausschaltet, sondern den Sperrbildschirm abgedunkelt anzeigt. Beide Displays haben einen Farbraum von 16 Millionen Farben. Die schwarzen Bildschirmränder sind kleiner als beim Vorgänger. Die Diagonale der Bildschirme wurde im Vergleich zu den Vorgängern erhöht. Der Bildschirm des iPhone 14 Pro misst nun 6,12″ (Vorgänger 6,06″) und der des iPhone 14 Pro Max 6,69″ (vorher 6,68″). Im Marketing werden die größeren Bildschirme nicht angesprochen, beide werden weiterhin als (gerundet) 6,1″ und 6,7″ vertrieben.

### Leistung und Akku
Das iPhone 14 Pro und 14 Pro Max verfügen über den neuen A16 Bionic-SoC, einen 6-Kern-Prozessor, gefertigt in 4-nm-Verfahren. Dazu kommen 6 GB Arbeitsspeicher und wahlweise 128, 256, 512 GB oder 1 TB interner Speicher, eine Speichererweiterung ist nicht möglich. Der Akku des iPhone 14 Pro ist auf 3200 mAh angewachsen, dieser ermöglicht 23 Stunden Videowiedergabe, 20 Stunden Videostreaming oder 75 Stunden Audiowiedergabe. Aufgeladen wird das iPhone 14 Pro kabelgebunden mit 20 Watt, kabellos per Magsafe mit 15 Watt bzw. per QI mit 7,5 Watt. Der Akku des iPhone 14 Pro Max ist im Vergleich zum Vorgänger sogar geschrumpft, jetzt mit einer Kapazität von 4323 mAh. Das Pro Max erreicht damit 29 Stunden Videowiedergabe, 25 Stunden Videostreaming sowie 95 Stunden Audiowiedergabe, die Ladegeschwindigkeiten sind gleich.

### Sonstiges
Das iPhone 14 Pro und iPhone 14 Pro Max verfügt über Dual-SIM, eSIM, ist IP68-zertifiziert, unterstützt WiFi 6 und den Mobilfunkstandard 5G. Wie alle iPhones seit dem iPhone X werden auch das iPhone 14 Pro und Pro max per Face-ID entsperrt. Durch den neuen Beschleunigungssensor, das Gyroskop, Barometer und Mikrofon können wie bereits das Google Pixel nun auch die iPhone 14-Modelle Unfälle erkennen und selbstständig Rettungskräfte rufen. Auch verfügen die neuen iPhones über eine Satelliten-Notruf-Funktion, jedoch ist diese nur die ersten zwei Jahre kostenlos.

## Kritik
Kritisiert wurde in Deutschland der Preis, der im Vergleich zu vorherigen iPhone-Modellen in den USA zwar gleich blieb, dort jedoch erhöht wurde (in der Schweiz änderte der Preis sich nicht). Ein weiterer Kritikpunkt ist die geringe Ladegeschwindigkeit, außerdem wirkt sich das neue Always-on-Display negativ auf die Akkulaufzeit aus.

## Preise und Verfügbarkeit
Beide Modelle waren in vielen Ländern seit dem 9. September 2022 vorbestellbar und erhältlich ab dem 16. September. Das iPhone 14 Pro Max mit 1 TB war das erste iPhone, welches für mehr als 2.000 € von Apple verkauft wurde (Schweiz 1899 Franken).
Mit der Vorstellung des iPhone 15 Pro am 12. September 2023 hat Apple den Verkauf von neuen Exemplaren des iPhone 14 Pro über seine Vertriebskanäle (Website und Apple Store) eingestellt.
| Modell            | Speicher | Deutschland, Österreich | Luxemburg | Schweiz   |
| ----------------- | -------- | ----------------------- | --------- | --------- |
| iPhone 14 Pro     | 128 GB   | 1.299 €                 | 1.274 €   | 1'179 Fr. |
| iPhone 14 Pro     | 256 GB   | 1.429 €                 | 1.398 €   | 1'299 Fr. |
| iPhone 14 Pro     | 512 GB   | 1.689 €                 | 1.647 €   | 1.539 Fr. |
| iPhone 14 Pro     | 1 TB     | 1.949 €                 | 1.897 €   | 1'779 Fr. |
| iPhone 14 Pro Max | 128 GB   | 1.449 €                 | 1.418 €   | 1'299 Fr. |
| iPhone 14 Pro Max | 256 GB   | 1.579 €                 | 1.543 €   | 1'419 Fr. |
| iPhone 14 Pro Max | 512 GB   | 1.839 €                 | 1.792 €   | 1'659 Fr. |
| iPhone 14 Pro Max | 1 TB     | 2.099 €                 | 2.041 €   | 1'899 Fr. |